# Darius Kaminskas
Darius Kaminskas (* 1966 in Klaipėda) ist ein litauischer Arzt und Politiker.

## Leben
Nach dem Abitur an der Mittelschule absolvierte Darius Kaminskas von 1986 bis 1992 das Diplomstudium der Medizin am Kauno medicinos institutas in Kaunas und wurde Arzt. 2006 absolvierte er das Masterstudium der Verwaltung an der Kauno technologijos universitetas. Von 2000 bis 2015 war er Mitglied im Rat der Rajongemeinde Kėdainiai. Seit November 2016 ist er Seimas-Mitglied.
1999 war er Mitglied der Naujoji sąjunga, 2006–2009 Darbo partija, 2006 Pilietinės demokratijos partija.